# Max Herre
Maximilian « Max » Herre, né le 22 avril 1973 à Stuttgart, est un rappeur, chanteur et producteur allemand. Il est l'A&R au label Nesola. Dans sa carrière, il établit de nombreuses collaborations avec des groupes et artistes comme Curse, Afrob, Beginner, Massive Töne, Samy Deluxe, Dendemann, Dennis Lisk, Udo Lindenberg, Clueso, John Legend, Nosliw, Shurik'n du groupe IAM.

## Biographie

### Enfance et débuts
Max Herre grandit à Stuttgart où il découvre à l'école le hip-hop américain. Après avoir entendu Advanced Chemistry (de), il commence à rapper en allemand. Il fonde son premier groupe Seedless Jam à l'âge de 15 ans, puis quatre ans plus tard le projet Agit Jazz avec le producteur Philippe A. Kayser (de) (Don Philippe). Afin de se produire sur scène, en 1993, ils forment avec Martin Welzer (DJ Friction) le groupe Maximilian und sein Freundeskreis. La même année, il fonde Kolchose (de) avec d'autres artistes de Stuttgart.
En 1997, les trois amis signent pour le label Four Music que vient de créer le groupe Die Fantastischen Vier et prennent le nom de Freundeskreis. Le premier single A-N-N-A se vend à 250 000 exemplaires, le premier album Die Quadratur des Kreises à 170 000. Deux ans après, le second album, Esperanto se vend à 300 000 exemplaires, soit sa meilleure vente. Suit un double album live En Directo avec ses 15 amis, les FK All Stars, comme Gentleman, Afrob, Sékou, Joy Denalane ou Brooke Russell. L'album contient aussi bien des morceaux de Freundeskreis que de nouvelles interprétations des FK All Stars. Le groupe se sépare en 2000, toutefois il se produit de temps en temps par la suite.
Max se retire de la scène après la naissance de son fils et pour la production de l'album de sa compagne Joy Denalane, Mamani qui sort en 2002.

### Carrière solo
Il revient à la carrière de chanteur en 2004 avec un premier album solo éponyme mélangeant les genres. Il devient numéro un des ventes. En avril 2006, il fonde avec Joy Denalane, Götz Gottschalk et Sophie Raml un label appelé Nesola (en espéranto : Pas seul). Il produit aussi le second album de Joy Denalane qui sort chez Four Music. Le couple se sépare en février 2007.
Le 24 août 2012, Max Herre sort son troisième album, Hallo Welt!, comprenant un duo avec Philipp Poisel. Il devient numéro un des ventes.
Il fait partie du jury de l'émission The Voice of Germany lors de la saison 3 (2013).

## Distinctions
- 2013 : Disque d'or, pour le single Wolke 7[5]
- 2013 : Goldene Schallplatte, pour l'album Hallo Welt![5]
- 2014 : ECHO Pop, dans la catégorie « groupe hip-hop/urban national » (MTV Unplugged Kahedi Radio Show)
- 2014 : Disque de platine pour l'album MTV Unplugged Kahedi Radio Show[5]

## Discographie

### Albums studio
- 2004 : Max Herre
- 2009 : Ein geschenkter Tag
- 2012 : Hallo Welt!
- 2013 : MTV Unplugged Kahedi Radio Show
- 2019 : Athen
- 2021 : WEB MAX[6],[7] par Web Web[8] de Roberto Di Gioia (de) x Max Herre.

### Singles
- 1996 : Immer wenn es regnet (A.N.N.A)
- 1999 : Exklusivinterview (Max et Afrob)
- 2004 : Jerusalem
- 2004 : Nur du / Sei Tu
- 2004 : Playground
- 2004 : Zu elektrisch
- 2004 : 1ste Liebe
- 2005 : Du weißt (Bye Bye Baby)
- 2009 : Geschenkter Tag / Blick nach vorn
- 2009 : Scherben
- 2011 : Niemand (Joy Denalane, Samy Deluxe et Megaloh)
- 2012 : Jeder Tag zuviel (participation de Antonino (Mega! Mega!) ; chanson libre)
- 2012 : Wolke 7 (participation de Philipp Poisel)
- 2012 : Fühlt sich wie fliegen an (participation de Cro & Clueso)
- 2013 : Fremde (participation de Sophie Hunger)